# Recopa d'Europa de futbol
La Recopa d'Europa de futbol, també anomenada la Copa dels Campions de Copa de la UEFA (en anglès: UEFA Cup Winners' Cup), fou una competició esportiva de clubs europeus de futbol, creada la temporada 1960-61. De caràcter anual, estava organitzada per la UEFA i hi participaven els diferents equips campions de Copa de cada país membre. Els 32 clubs participants disputaven quatre rondes d'eliminatòries a doble partit per classificar-se per la gran final, celebrada en una seu neutral. El campió de la competició obtenia el dret a participar en la final de la Supercopa d'Europa de la següent temporada.
Organitzada durant 39 temporades, fou considerada com la segona competició europea de futbol. El dominador del torneig fou Futbol Club Barcelona amb quatre títols. Altres equips de l'estat que la van guanyar foren l'Atlètic de Madrid (1962), el València CF (1980) i el Reial Saragossa (1994). Per la seva banda, el Reial Madrid i el RCD Mallorca aconseguiren disputar la final. Al final de la temporada, fou absorbida per la Copa de la UEFA a causa de la reestructuració de les competicions europees, essent SS Lazio el darrer campió.

## Historial
| En negreta = Equip guanyador (1) = Nombre de campionats (pro.) = Pròrroga (p.) = Penals Nota. Noms dels equips segons l'època |

| Edició | Temp.        | Data       | Campió                   | Resultat            | Subcampió                | Seu                           | refs |
| ------ | ------------ | ---------- | ------------------------ | ------------------- | ------------------------ | ----------------------------- | ---- |
| I      | 1960-61      | 17-05-1961 | ACF Fiorentina           | 2-0                 | Glasgow Rangers          | Ibrox Park, Glasgow           |      |
| I      | 1960-61      | 27-05-1961 | ACF Fiorentina (1)       | 2-1                 | Glasgow Rangers          | Stadio Comunale, Florència    |      |
| II     | 1961-62      | 10-05-1962 | Atlètic de Madrid        | 1-1                 | ACF Fiorentina           | Hampden Park, Glasgow         |      |
| II     | 1961-62      | 05-09-1962 | Atlètic de Madrid (1)    | 3-0                 | ACF Fiorentina           | Neckarstadion, Stuttgart      |      |
| III    | 1962-63      | 15-05-1963 | Tottenham Hotspur FC (1) | 5-1                 | Atlètic de Madrid        | Feijenoord Stadion, Rotterdam |      |
| IV     | 1963-64      | 13-05-1964 | Sporting CP              | 3-3                 | MTK Budapest             | Estadi de Heysel, Brussel·les |      |
| IV     | 1963-64      | 15-05-1964 | Sporting CP (1)          | 1-0                 | MTK Budapest             | Bosuil Stadium, Anvers        |      |
| V      | 1964-65      | 19-05-1965 | West Ham United (1)      | 2-0                 | TSV 1860 München         | Estadi de Wembley, Londres    |      |
|        | 1966 detalls |            | Borussia Dortmund        | 2-1 pr              | Liverpool FC             | Glasgow                       |      |
|        | 1967 detalls |            | FC Bayern de Múnic       | 1-0 pr              | Glasgow Rangers          | Nürnberg                      |      |
|        | 1968 detalls |            | AC Milan                 | 2-0                 | Hamburger SV             | Rotterdam                     |      |
|        | 1969 detalls |            | Slovan Bratislava        | 3-2                 | FC Barcelona             | Basilea                       |      |
|        | 1970 detalls |            | Manchester City          | 2-1                 | Gornik Zabrze            | Viena                         |      |
|        | 1971 detalls |            | Chelsea FC               | 1-1 pr / 2-1 rep pr | Reial Madrid             | El Pireu                      |      |
|        | 1972 detalls |            | Glasgow Rangers          | 3-2                 | Dinamo Moscou            | Barcelona                     |      |
|        | 1973 detalls |            | AC Milan                 | 1-0                 | Leeds United FC          | Salònica                      |      |
|        | 1974 detalls |            | 1. FC Magdeburg          | 2-0                 | AC Milan                 | Rotterdam                     |      |
|        | 1975 detalls |            | Dinamo Kyiv              | 3-0                 | Ferencvaros TE           | Basilea                       |      |
|        | 1976 detalls |            | RSC Anderlecht           | 4-2                 | West Ham United FC       | Brussel·les                   |      |
|        | 1977 detalls |            | Hamburger SV             | 2-0                 | RSC Anderlecht           | Amsterdam                     |      |
|        | 1978 detalls |            | RSC Anderlecht           | 4-0                 | Austria/WAC              | París                         |      |
|        | 1979 detalls |            | FC Barcelona             | 4-3 pr              | Fortuna Düsseldorf       | Basilea                       |      |
|        | 1980 detalls |            | València CF              | 0-0 (5-4 pen)       | Arsenal FC               | Brussel·les                   |      |
|        | 1981 detalls |            | Dinamo Tbilisi           | 2-1                 | Carl Zeiss Jena          | Düsseldorf                    |      |
|        | 1982 detalls |            | FC Barcelona             | 2-1                 | Standard Club Liège      | Barcelona                     |      |
|        | 1983 detalls |            | Aberdeen FC              | 2-1 pr              | Reial Madrid             | Göteborg                      |      |
|        | 1984 detalls |            | FC Juventus              | 2-1                 | FC Porto                 | Basilea                       |      |
|        | 1985 detalls |            | Everton FC               | 3-1                 | SK Rapid Wien            | Rotterdam                     |      |
|        | 1986 detalls |            | Dinamo Kyiv              | 3-0                 | At. Madrid               | Lió                           |      |
|        | 1987 detalls |            | Ajax Amsterdam           | 1-0                 | 1. FC Lokomitive Leipzig | Atenes                        |      |
|        | 1988 detalls |            | KV Mechelen              | 1-0                 | AFC Ajax Amsterdam       | Estrasburg                    |      |
|        | 1989 detalls |            | FC Barcelona             | 2-0                 | Sampdoria UC             | Berna                         |      |
|        | 1990 detalls |            | Sampdoria UC             | 2-0                 | RSC Anderlecht           | Göteborg                      |      |
|        | 1991 detalls |            | Manchester United        | 2-1                 | FC Barcelona             | Rotterdam                     |      |
|        | 1992 detalls |            | Werder Bremen            | 2-0                 | AS Mónaco FC             | Lisboa                        |      |
|        | 1993 detalls |            | AC Parma                 | 3-1                 | Royal Antwerp FC         | Londres                       |      |
|        | 1994 detalls |            | Arsenal FC               | 1-0                 | AC Parma                 | Copenhaguen                   |      |
|        | 1995 detalls |            | Reial Saragossa          | 2-1 pr              | Arsenal FC               | París                         |      |
|        | 1996 detalls |            | Paris Saint-Germain      | 1-0                 | SK Rapid Wien            | Brussel·les                   |      |
|        | 1997 detalls |            | FC Barcelona             | 1-0                 | Paris Saint-Germain      | Rotterdam                     |      |
|        | 1998 detalls |            | Chelsea FC               | 1-0                 | VfB Stuttgart            | Solna                         |      |
|        | 1999 detalls |            | SS Lazio                 | 2-1                 | RCD Mallorca             | Birmingham                    |      |

dp final disputada a doble partit

rep repetició

pr pròrroga

pen penals

## Palmarès
| Club                       | Campionats | Subcampionats | Anys campió            | Anys subcampió |
| -------------------------- | ---------- | ------------- | ---------------------- | -------------- |
| FC Barcelona               | 4          | 2             | 1979, 1982, 1989, 1997 | 1969, 1991     |
| RSC Anderlecht             | 2          | 2             | 1976, 1978             | 1977, 1990     |
| AC Milan                   | 2          | 1             | 1968, 1973             | 1974           |
| FC Dinamo de Kíev          | 2          | 0             | 1975, 1986             |                |
| Chelsea FC                 | 2          | 0             | 1971, 1998             |                |
| Atlètic de Madrid          | 1          | 2             | 1962                   | 1963, 1986     |
| Rangers FC                 | 1          | 2             | 1972                   | 1961, 1967     |
| Arsenal FC                 | 1          | 2             | 1994                   | 1980, 1995     |
| ACF Fiorentina             | 1          | 1             | 1961                   | 1962           |
| West Ham United FC         | 1          | 1             | 1965                   | 1976           |
| Hamburger SV               | 1          | 1             | 1977                   | 1968           |
| Ajax Amsterdam             | 1          | 1             | 1987                   | 1988           |
| UC Sampdoria               | 1          | 1             | 1990                   | 1989           |
| Parma FC                   | 1          | 1             | 1993                   | 1994           |
| Paris Saint-Germain FC     | 1          | 1             | 1996                   | 1997           |
| Tottenham Hotspur FC       | 1          | 0             | 1963                   |                |
| Sporting Clube de Portugal | 1          | 0             | 1964                   |                |
| Borussia Dortmund          | 1          | 0             | 1966                   |                |
| FC Bayern de Múnic         | 1          | 0             | 1967                   |                |
| ŠK Slovan Bratislava       | 1          | 0             | 1969                   |                |
| Manchester City FC         | 1          | 0             | 1970                   |                |
| 1. FC Magdeburg            | 1          | 0             | 1974                   |                |
| València CF                | 1          | 0             | 1980                   |                |
| FC Dinamo Tbilisi          | 1          | 0             | 1981                   |                |
| Aberdeen FC                | 1          | 0             | 1983                   |                |
| Juventus FC                | 1          | 0             | 1984                   |                |
| Everton FC                 | 1          | 0             | 1985                   |                |
| KV Mechelen                | 1          | 0             | 1988                   |                |
| Manchester United FC       | 1          | 0             | 1991                   |                |
| SV Werder Bremen           | 1          | 0             | 1992                   |                |
| Reial Saragossa            | 1          | 0             | 1995                   |                |
| SS Lazio                   | 1          | 0             | 1999                   |                |
| Reial Madrid               | 0          | 2             |                        | 1971, 1983     |
| Rapid Viena                | 0          | 2             |                        | 1985, 1996     |
| MTK Budapest               | 0          | 1             |                        | 1964           |
| TSV 1860 München           | 0          | 1             |                        | 1965           |
| Liverpool FC               | 0          | 1             |                        | 1966           |
| KS Górnik Zabrze           | 0          | 1             |                        | 1970           |
| FK Dinamo Moscou           | 0          | 1             |                        | 1972           |
| Leeds United FC            | 0          | 1             |                        | 1973           |
| Ferencvárosi               | 0          | 1             |                        | 1975           |
| Àustria Viena              | 0          | 1             |                        | 1978           |
| Fortuna Düsseldorf         | 0          | 1             |                        | 1979           |
| FC Carl Zeiss Jena         | 0          | 1             |                        | 1981           |
| Standard Liège             | 0          | 1             |                        | 1982           |
| FC Porto                   | 0          | 1             |                        | 1984           |
| Lokomotive Leipzig         | 0          | 1             |                        | 1987           |
| AS Mònaco                  | 0          | 1             |                        | 1992           |
| Royal Anvers               | 0          | 1             |                        | 1993           |
| VfB Stuttgart              | 0          | 1             |                        | 1998           |
| RCD Mallorca               | 0          | 1             |                        | 1999           |